# Gråstens slott
Gråstens slott (danska Gråsten slot) är ett slott i orten Gråsten, sedan år 2000 när drottning Ingrid dog är Gråstens slott ett sommarresidens för danska kungafamiljen.
Gråstens slott var från början ett litet jaktslott som uppfördes på 1500-talet. Den nuvarande slottsbyggnaden är från 1759. Slottet är sedan 1921 ägt av danska staten som köpte loss det från hertig Ernst August. Det användes fram till 1935 som bostad för ämbetsmän, bibliotek och domstol. År 1935 gavs slottet som bröllopsgåva till kronprins Fredrik och kronprinsessan Ingrid.
Slottet är beläget i Sønderjylland, nära Flensburgfjorden. Från Gråsten, på tyska Gravenstein, härstammar gravensteinäpplet.